# Drag Race France All Stars
Drag Race France All Stars est une émission de téléréalité de compétition française dérivée de Drag Race France, créée en 2025 par Fenton Bailey, Randy Barbato et RuPaul, et produite par Endemol France, Shake Shake Shake et World of Wonder pour France 2, France.tv Slash et WOW Presents Plus. Il s'agit de la deuxième adaptation internationale de RuPaul's Drag Race All Stars, après Drag Race España All Stars en 2024.
L'émission est un concours de drag queens au cours duquel d'anciennes candidates de Drag Race France s'affrontent pour une place dans le Drag Race Hall of Fame. Nicky Doll y joue le rôle de présentatrice, de mentor et de juge principale. Chaque semaine, les candidates sont soumises à différents défis et sont évaluées par un groupe de juges qui critique leur performance et leur progression.

## Format
Le format de Drag Race France All Stars est en majorité similaire à celui de Drag Race France : chaque épisode est composé d'un maxi défi et d'un défilé, déterminant les candidates en danger d'élimination, et d'un lip-sync, déterminant la candidate éliminée. Toutefois, chaque saison est composée d'anciennes candidates et le format de la compétition est altéré :

### Saison 1
Lors de la première saison de Drag Race France All Stars, les candidates ont la possibilité de s'éliminer entre elles. Ce nouveau format introduit le lip-sync for your legacy (en français : « playback pour son héritage ») entre les deux meilleures candidates d'un épisode ; la gagnante reçoit 2 500 euros et le pouvoir d'éliminer l'une des candidates en danger d'élimination.

## Jury
| Juge         | Saison     |
| Juge         | 1          |
| ------------ | ---------- |
| Nicky Doll   | Principale |
| Daphné Bürki | Principale |
| Loïc Prigent | Principal  |
| Shy'm        | Principale |

## Résumé des saisons
| Saison | Date de diffusion  | Date de diffusion  | Chaîne                   | Gagnante(s) | Seconde(s) | Récompenses |
| Saison | Première diffusion | Dernière diffusion | Chaîne                   | Gagnante(s) | Seconde(s) | Récompenses |
| ------ | ------------------ | ------------------ | ------------------------ | ----------- | ---------- | ----------- |
| 1      | 10 juillet 2025    | À venir            | France 2 France.tv Slash | À venir     | À venir    | À venir     |

### Saison 1(2025)
La première saison de Drag Race France All Stars est diffusée pour la première fois à partir du 10 juillet 2025 sur France 2 et France.tv Slash. Le casting est composé de dix candidates et est annoncé le 11 juin 2025 sur les réseaux sociaux.

## Tournée

### Royal Tour 2025(2025)
La tournée Royal Tour 2025 se déroule du 10 septembre 2025 au 6 novembre 2025 en France et en Suisse.
| Date              | Ville       | Pays   | Lieu                             |
| ----------------- | ----------- | ------ | -------------------------------- |
| Septembre 2025    |             |        |                                  |
| 10 septembre 2025 | Paris       | France | Salle Pleyel                     |
| 11 septembre 2025 | Paris       | France | Salle Pleyel                     |
| 12 septembre 2025 | Paris       | France | Salle Pleyel                     |
| 13 septembre 2025 | Paris       | France | Salle Pleyel                     |
| 18 septembre 2025 | Lille       | France | Zénith de Lille                  |
| 20 septembre 2025 | Nantes      | France | Zénith de Nantes Métropole       |
| 25 septembre 2025 | Lyon        | France | LDLC Arena                       |
| 27 septembre 2024 | Strasbourg  | France | Zénith Strasbourg Europe         |
| Octobre 2025      |             |        |                                  |
| 2 octobre 2025    | Montpellier | France | Zénith Sud                       |
| 4 octobre 2025    | Bordeaux    | France | Arkéa Arena                      |
| 9 octobre 2025    | Marseille   | France | Le Dôme                          |
| 11 octobre 2025   | Toulouse    | France | Zénith de Toulouse Métropole     |
| 16 octobre 2025   | Genève      | Suisse | Arena de Genève                  |
| Novembre 2025     |             |        |                                  |
| 6 novembre 2025   | Paris       | France | Palais omnisports de Paris-Bercy |